# Bud Westmore
Hamilton Adolph Westmore, detto Bud (New Orleans, 13 gennaio 1918 – Los Angeles, 24 giugno 1973), è stato un truccatore statunitense.

## Biografia

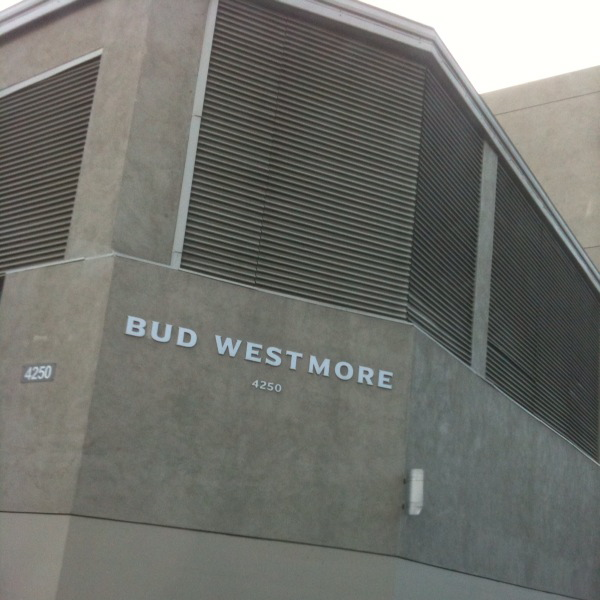
Il Bud Westmore building negli studi della Universal

Figlio di George Westmore, Bud apparteneva a una famiglia molto nota a Hollywood nel campo del makeup. La sua carriera è durata dalla fine degli anni trenta alla morte, avvenuta nel 1973 e, negli anni quaranta, prese il posto di Jack Pierce come direttore della sezione makeup della Universal. Sono più di 450 i film e gli spettacoli televisivi per cui viene accreditato come truccatore, tra cui Il mostro della laguna nera, L'uomo dai mille volti, Il buio oltre la siepe, Spartacus e Andromeda. A lui è stato intitolato l'edificio più grande nel backlot degli Universal Studios, il Bud Westmore building.
È stato sposato nel 1937 per alcuni mesi con l'attrice e cantante Martha Raye. In seguito sposò Rosemary Lane, una delle Lane Sisters, dalla quale ebbe una figlia e, successivamente, Jeanne Shores con la quale ha avuto quattro figli.
Westmore morì all'età di 55 anni, il 24 giugno 1973, a causa di un infarto.

### Il mostro della laguna nera
Il design e la realizzazione della creatura anfibia de Il mostro della laguna nera  (Gill-man nella versione originale del film) venne attribuito unicamente a Westmore; tuttavia il suo lavoro fu solo marginale dato che il design originale del personaggio era di Millicent Patrick, disegnatrice della Disney, mentre la costruzione del costume vero e proprio fu principalmente opera di Jack Kevan. Il ruolo della Patrick fu quindi deliberatamente sminuito per circa cinquant'anni e solo Westmore risultò accreditato nel materiale promozionale del film.

### Barbie
Nel 1957 la Mattel chiese a Bud Westmore di curare il design del makeup per una bambola che sarebbe stata lanciata sul mercato qualche anno dopo: Barbie.

## Filmografia parziale

### Cinema
- Singapore, regia di John Brahm (1947)
- La vedova pericolosa (The Wistful Widow of Wagon Gap), regia di Charles Barton (1947)
- La legione dei condannati (Rogues' Regiment), regia di Robert Florey (1948)
- Il cervello di Frankenstein (Abbott and Costello Meet Frankenstein), regia di Charles Barton (1948)
- Abbandonata in viaggio di nozze (Family Honeymoon), regia di Claude Binyon (1948)
- Alan, il conte nero (The Strange Door), regia di Joseph Pevney (1951)
- Il mistero del castello nero (The Black Castle), regia di Nathan Juran (1952)
- Gianni e Pinotto contro il dottor Jekyll (Abbott and Costello Meet Dr. Jekyll and Mr. Hyde), regia di Charles Lamont (1953)
- Destinazione... Terra! (It Came from Outer Space), regia di Jack Arnold (1953)
- Il mostro della laguna nera (Creature from the Black Lagoon), regia di Jack Arnold (1954)
- La vendetta del mostro (Revenge of the Creature), regia di Jack Arnold (1955)
- La rapina del secolo (Six Bridges to Cross), regia di Joseph Pevney (1955)
- Il mistero della piramide (Abbott and Costello Meet the Mummy), regia di Charles Lamont (1955)
- Tre americani a Parigi (So This Is Paris), regia di Richard Quine (1955)
- Nel tempio degli uomini talpa (The Mole People), regia di Virgil W. Vogel (1956)
- Il tigrotto (The Toy Tiger), regia di Jerry Hopper (1956)
- L'uomo dai mille volti (Man of a Thousand Faces), regia di Joseph Pevney (1957)
- Gangster, amore e... una Ferrari (Never Steal Anything Small), regia di Charles Lederer (1959)
- La tentazione del signor Smith (This Happy Feeling), regia di Blake Edwards (1959)
- Uno sconosciuto nella mia vita (A Stranger in my Arms), regia di Helmut Käutner (1959)
- Spartacus, regia di Stanley Kubrick (1960)
- Il buio oltre la siepe (To Kill a Mockingbird), regia di Robert Mulligan (1962)
- Andromeda (The Andromeda Strain), regia di Robert Wise (1971)
- 2022: i sopravvissuti (Soylent Green), regia di Richard Fleischer (1973)

### Televisione
- I mostri (The Munsters), serie trasmessa da CBS dal 1964 al 1966 e, in Italia, da Rai 3 dal 1980 al 1990
- Mistero in galleria (Night Gallery), serie trasmessa dalla NBC dal 1969 al 1973, e da Rai 1, in Italia, nel 1988